# 你能原諒我嗎？
是一部2018年美國傳記喜劇劇情片，由瑪麗艾·海勒執導，主演包括瑪莉莎·麥卡錫及理查·E·格蘭特，故事改編自着名作家李·伊斯瑞爾的同名回憶錄。故事設定在90年代的紐約，貧困潦倒的作家李為了過上安穩的生活，因而和好友杰克偽造已故名人的書信真跡並販賣。
該片最先於2018年9月1日的特柳賴德電影節首映。其後亦於2018年9月8日及11月29日分別多倫多國際影展及都靈影展上展出，並定於2018年10月19日在美國紐約市的兩家影院作有限上映。而全球也開始於同年11月起於全球有限上映（例如南非、香港等地區），全球賺得1170萬美元。
電影廣受好評，其中大部分的影評皆讚賞麥卡錫其出色的演技，更被一致認為本片是其一生中最精彩一次演出。在第76屆金球獎上，該片有兩項大獎提名，包括了最佳女主角和最佳男配角。在第72屆英國電影學院獎及第91屆奧斯卡金像獎上，電影獲得包括最佳改編劇本的3項提名，其餘包括最佳女主角和最佳男配角。2023年8月，本片在爛番茄整理「2010年代最佳50部喜劇」的排行榜，位居第4名。

## 演員
| 演員                                  | 角色                   | 備註 |
| 瑪莉莎·麥卡錫 Melissa McCarthy        | 李·伊斯瑞爾 Lee Israel | 一名貧困潦倒的同性戀作家，其具有高度的天份，但因作風我行我素而默默無聞。自與前任分離後便與貓咪過渡餘日，後來卻因看到一封著名作家給予其的道歉信而啟發了她，從而改變了其「苦悶的低潮人生」。 |
| 理查·E·格蘭特 Richard E. Grant        | 杰克·霍克 Jack Hock    | 一名高明的騙徒，為李的好友，同樣也是同性戀。自於酒吧與李相遇便使其對杰夫產生好感，更被李邀請同居，為改變了李的「苦悶的低潮人生」的轉折點之一。                                             |
| 多莉·威爾斯 Dolly Wells               | 安娜 Anna              | 一名經營二手書店的婦女，為李的其中一名詐騙對象及好友，對李的小説讚不絕口，並鼓勵其追尋夢想。                                                                                               |
| 史蒂芬·斯皮內拉 Stephen Spinella      | 保羅 Paul              | 一名屬於市鎮圖書館的收藏家，為李的其中一名詐騙對象，為第一名希望李能回頭是岸的人。 |
| 簡·科延 Jane Curtin                   | 瑪祖兒 Marjorie        | 李的出版社經理人，與李互相不滿，但同樣可憐李。 |
| 安娜·戴維雷·史密斯 Anna Deavere Smith | 伊蓮 Elaine            | 李的前女友，被李不滿其不辭而去。 |

## 備註
1. ↑  此片於台灣並無上映，只推出影碟發售。
2. ↑  福斯傳媒集團與串流媒體譯名。

## 外部連結
- 互联网电影数据库（IMDb）上《你能原諒我嗎？》的资料（英文）
- 爛番茄上《你能原諒我嗎》的資料（英文）